# Gelasma maculifimbria
Gelasma maculifimbria là một loài bướm đêm trong họ Geometridae.